# Astraea (planetoïde)
(5) Astraea is een planetoïde uit de planetoïdengordel tussen de planeten Mars en Jupiter. Astraea heeft een onregelmatige vorm met een diameter van gemiddeld 119 km. Ze beweegt in een licht hellende, iets meer dan 5° ten opzichte van de ecliptica, ellipsvormige baan in 4,13 jaar om de zon. Tijdens haar omloop varieert de afstand tot de zon tussen de 2,077 en 3,070 astronomische eenheden.
Hoewel ze niet tot de grootste planetoïden behoort, is Astraea vanaf de aarde gezien een van de 17 helderste, met een maximale schijnbare helderheid van +8,74. Ze is met een goede verrekijker te vinden.

## Ontdekking en naam

Grootte van de eerste tien objecten uit de planetoïdengordel, vergeleken met de maan. Astraea is de vijfde van links

Astraea werd op 8 december 1845 ontdekt door de Pruisische amateur-sterrenkundige Karl Ludwig Hencke. Het is de vijfde planetoïde die ooit werd ontdekt, 38 jaar na de ontdekking van (4) Vesta in 1807. Na de ontdekking van de eerste vier planetoïden tussen 1801 en 1807 waren de meeste sterrenkundigen gaan geloven dat er slechts vier planetoïden tussen Mars en Jupiter bestonden. Hencke geloofde dat er meer waren en begon aan een zoektocht, die na 16 jaar werd beloond met de ontdekking van Astraea. Vanwege deze ontdekking schonk de koning van Pruisen hem een jaarlijks pensioen van 1200 mark. Twee jaar later zou Hencke ook planetoïde (6) Hebe ontdekken. Daarop begonnen meer sterrenkundigen te zoeken naar planetoïden, zodat er in de daaropvolgende decennia tientallen ontdekt werden.
Hencke gaf de nieuwe planetoïde de naam Asträa (wat later Astraea werd), naar de Griekse rechtsgodin Astraea, dochter van Zeus en Themis.

## Eigenschappen
Astraea wordt door spectraalanalyse ingedeeld bij de S-type planetoïden. Deze soort planetoïden hebben een helder oppervlak, dat het licht goed reflecteert. Ze hebben vanaf de aarde gezien daarom voor hun grootte een relatief hoge schijnbare helderheid. Van de eerste honderden ontdekte planetoïden zijn de meeste van het S-type.
Het oppervlak van Astraea bestaat waarschijnlijk uit een mengsel van nikkelijzer en magnesium- en ijzer-silicaten. Door fotometrie is bekend dat de planetoïde prograad om haar as beweegt en dat de noordpool in de richting van rechte klimming 9 h 52 min en declinatie 73° wijst, met een onzekerheid van 5°. Dat betekent dat de axiale helling, de hoek van de as met een lijn loodrecht op de ecliptica, ongeveer 33° is.